# 東海旅客鉄道浜松工場
浜松工場（はままつこうじょう）は、静岡県浜松市中央区南伊場町1-1に所在する東海旅客鉄道（JR東海）の車両工場である。

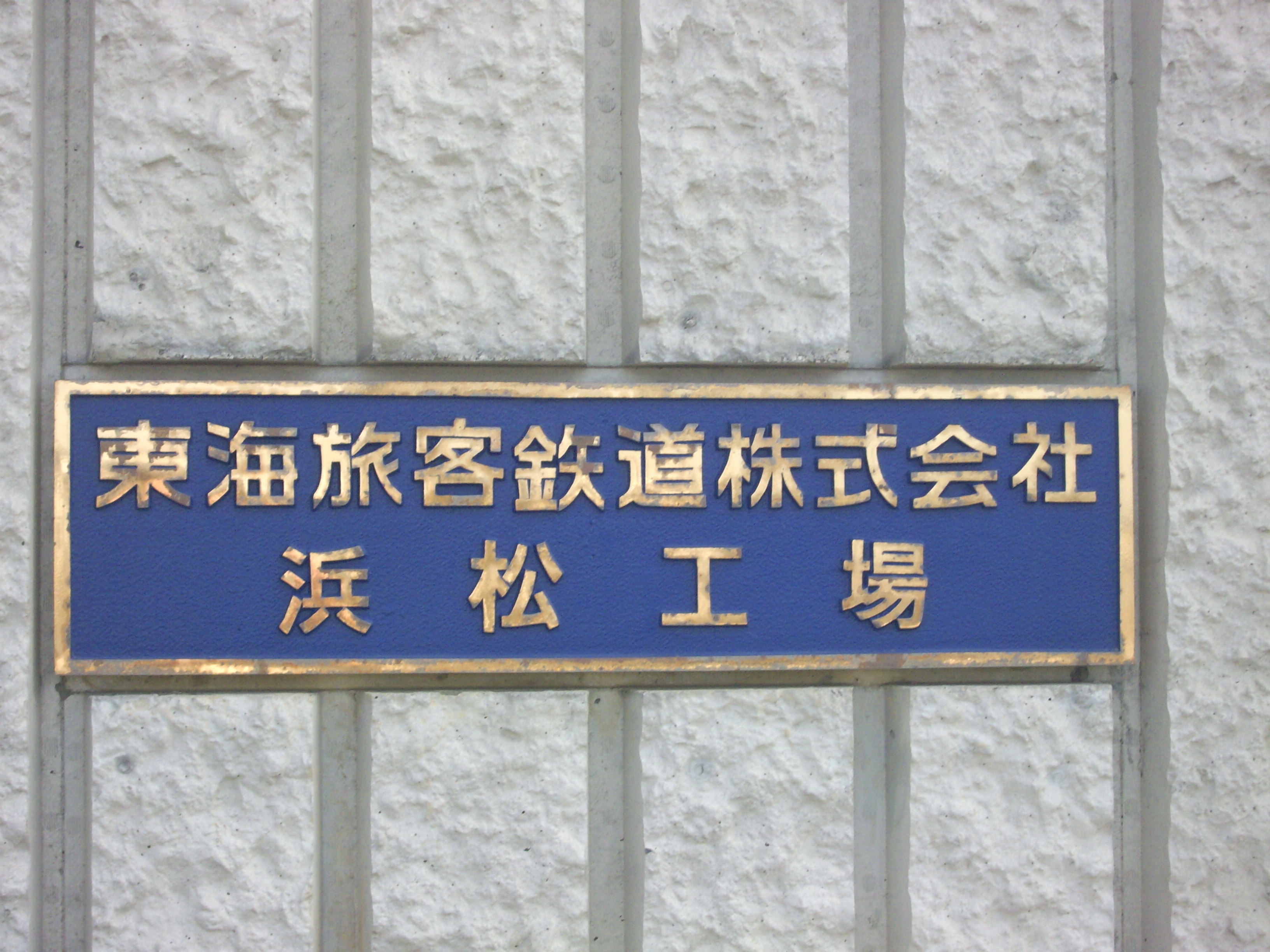
正面玄関の表札

新幹線鉄道事業本部の管轄下にあり、同社が所有するすべての新幹線車両の全般検査およびATC特性検査などの車両検修を行っているほか、以前は一部の在来線車両の中間検査B・全般検査・お召列車のけん引前の臨時検査などの各種検査を行っていた。新幹線と在来線の双方を扱っていたため、狭軌・標準軌共用の三線軌条線路が構内各所に多数存在する。2011年に在来線車両の定期検査が終了となり、新幹線の車両基地の中で唯一、在来線の車両基地を新幹線に対応できるよう改修している（他の新幹線の車両基地は当初から新幹線専用で新設された）。
管理部門として総務科・経理科・設備科・検修企画科・教育センター・車両診断センター、検修部門として車体センター・部品センター・台車センター・検査センターの各部署に分かれている。
旧日本国有鉄道（国鉄）での工場略号はHM, 検査済みの車両には浜松工と標記される。

## 検査担当形式と所属区所
2022年4月現在の検査担当形式を記す。
- 新幹線車両
  - 923形（ドクターイエロー） = 東京交番検査車両所・（検査受託：923形3000番台=博多総合車両所）
  - N700系 = 東京交番検査車両所・大阪交番検査車両所
  - N700S系= 東京交番検査車両所・大阪交番検査車両所

## 設備
- 検修庫：新幹線4線、在来線1線
- 天井式クレーン
- 車体塗装装置
- 車輪研削装置
- 台車走行試験装置
- 主電動機検査ライン
- 主変換装置検査ライン
- ATC試験装置

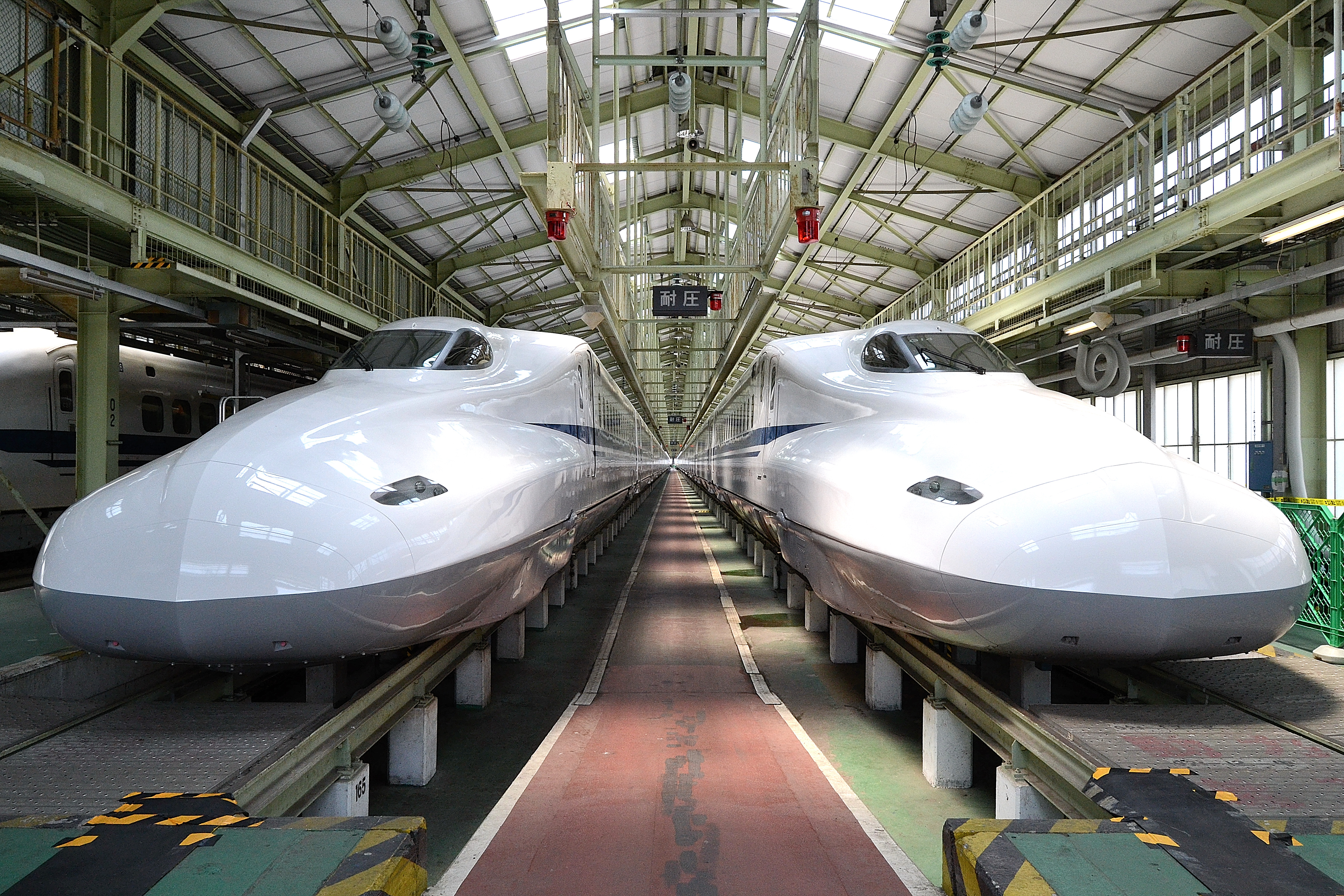
工場内に留置中のN700系

2010年7月29日、JR東海は、従来使用されていた全般検査の新幹線の検修ラインを大幅に改善するとともに、震災に際しても新幹線が長期間不通とならないよう、全般検査の機能を維持するために、構内の約31万8000平米 (m2) (31.8ヘクタール (ha))の建屋のうち、10.9ヘクタール (ha)を建て替え、1.5 haを耐震補強することを発表した。

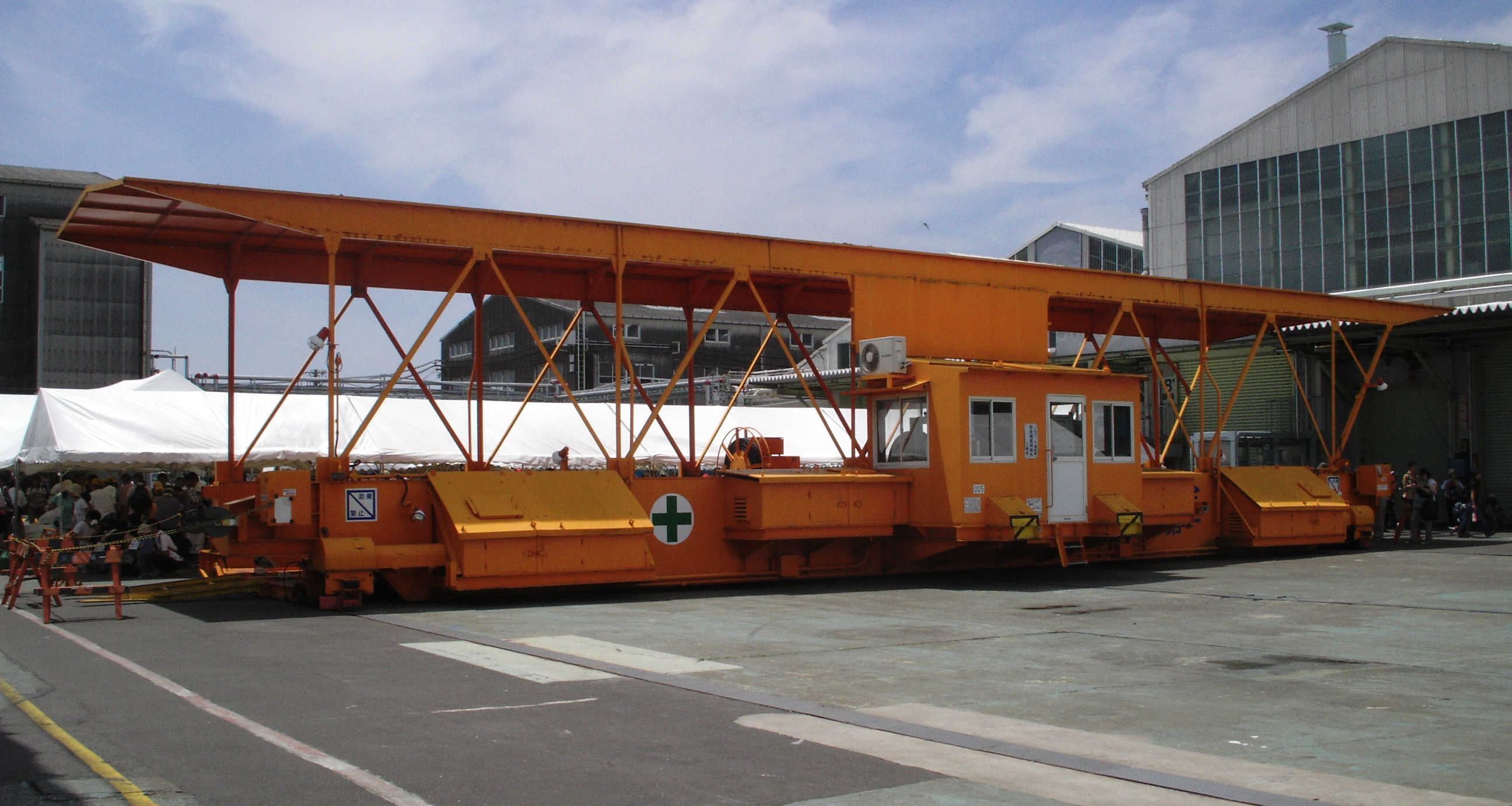
トラバーサ

従来の検修ラインでは、16両編成の新幹線車両を1両ずつ解放し、その後、工場の西側で入換動車により入換を行い、トラバーサ（並列する線路を横移動する機械）で工場へ移動する。入場後、解体作業場において天井クレーンを使用し車体と台車を分離する。車体に装備されている主電動機・機器類・集電装置などの部品は、取り外し部品検査場に送られ分解・清掃・検査・組立をする。車体は天井クレーンで移動し車体検査場で検査・修繕後に車体塗装場で再塗装をする。台車は入換動車とトラバーサにより台車検査場に送られ分解・検査・組立をそれぞれ行った後に、主電動機や機器類などの部品を車体ぎ装場で車体へのぎ装（取り付け）を行う。その後、車体載せ場で車体を天井クレーンを使用し、台車に載せる。工場の西側から入換動車、トラバーサで出場を及び移動を行い編成を組成する流れとなっていた。

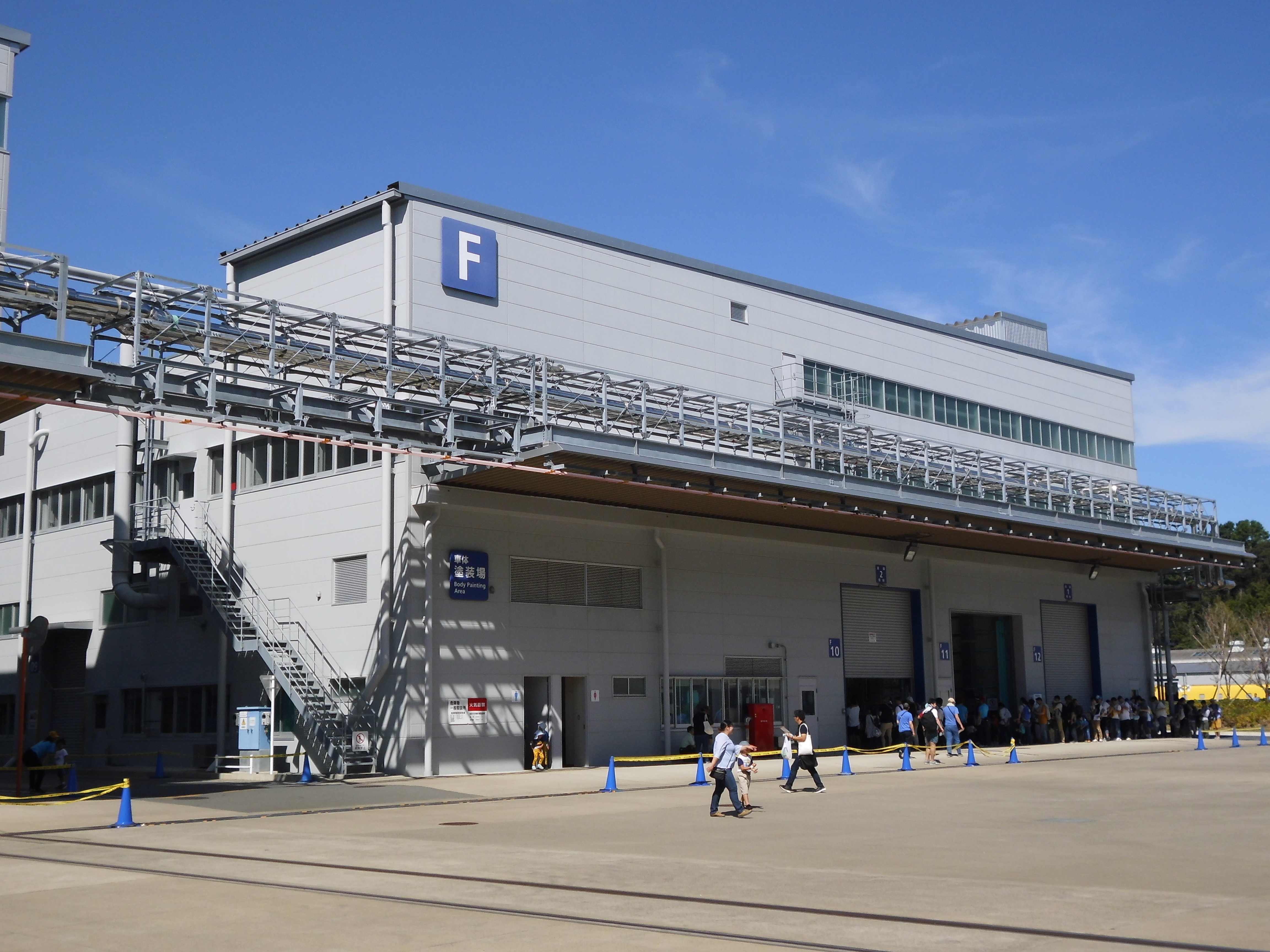
車体塗装場

　新しい検修ラインでは、編成から4両を分離、4両単位で工場の西側から入場し前作業場に入換する。そこで車体の屋上と床下で電気機器類のコード類などの電気的な縁切りや車内の座席の取外しを行う。その後、1両ずつ分離し順番に解体作業場に移動する。解体作業場で車体と台車の分離を、天井クレーンの代わりに車体とその前後の台車を連動して持ち上げるリフティングジャッキにて行う。車両を持ち上げた後、台車用リフティングジャッキを下げることで台車と車体を分離し車体は仮台車に載せて移動する。車体載せ場でも、天井クレーンの代わりに車体とその前後の台車を連動し持ち上げるリフティングジャッキを使用し、仮台車に載せた車両を車体用リフティングジャッキで持ち上げた後、台車を台車用リフティングジャッキで上げて車体と台車を連結する。その後、両方のリフティングジャッキを共に下げる車体載せを行い、工場の東側に新たに設けられたトラバーサにより移動を行い出場する。

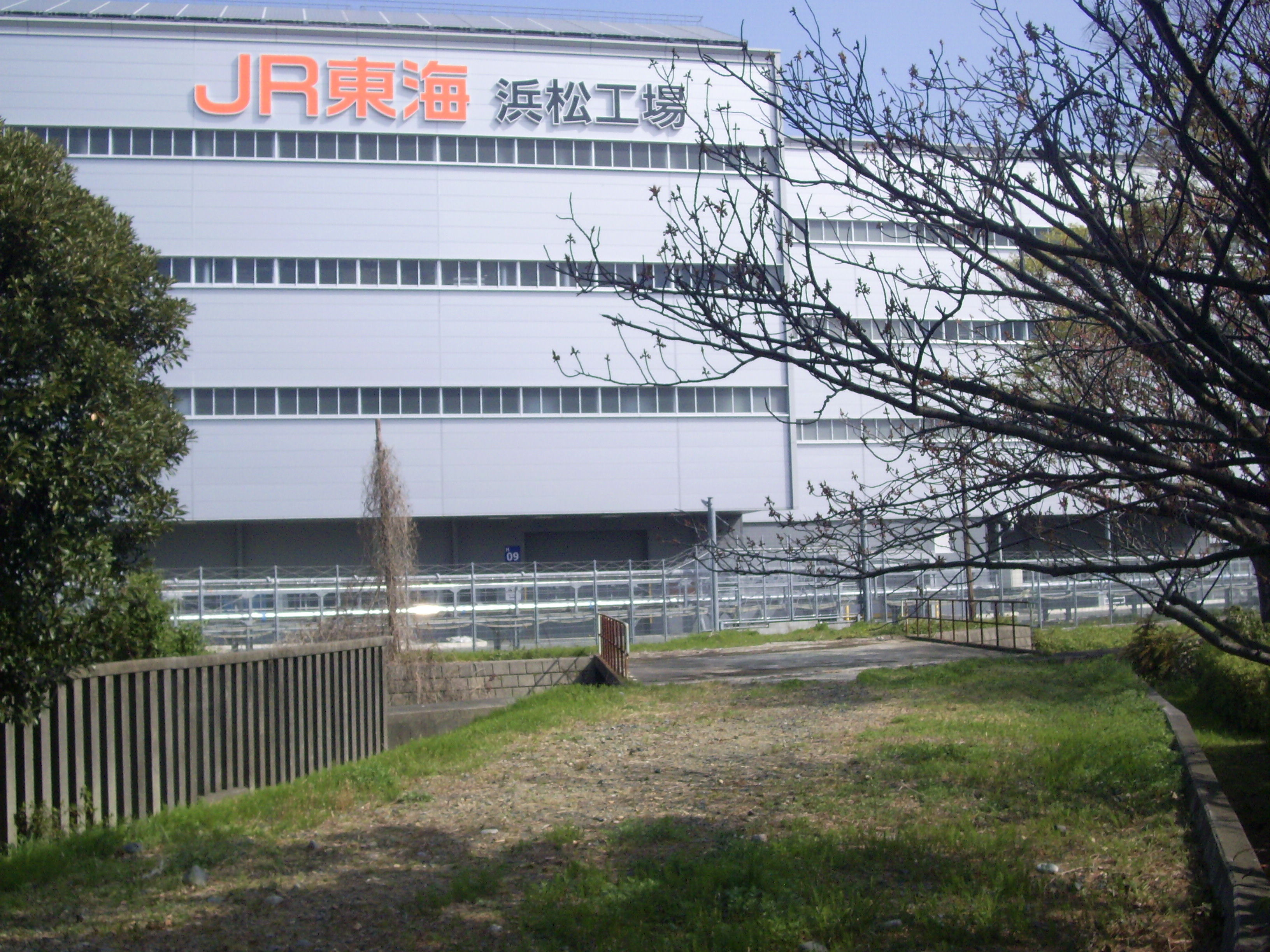
伊場遺跡の引き込み線跡から見た工場外観

編成の組成を行う左周りの検修ラインを構築したことで、車両の入換作業を大幅に削減できるようになった。台車検査場では輪軸の中空軸の内部検査の検査・測定作業を自動化した。部品検査場には部品を収納する立体格納庫を新に設置し部品の収納・取出しはコンベアー・リフト・自動搬送車 (AGV) で行う。車体塗装場では完全に自動化するとともに、塗料を油性から水性に変更することで人体に有害な揮発性有機化合物の影響を無くしているが、温度と湿度の管理がシビアになるため、ドライスクラバーと呼ばれる空気清浄装置で調整された空気を循環させている。
業務を継続しながら改修工事を進め、2017年1月5日から新検修線での全般検査を開始した。逐次増築を重ねてきたために複雑な構成となっている各機能の建屋を再配置して効率化し、N700系で全般検査に15日間を要していたものを14日間に短縮した。高効率変電設備やボイラーの導入により10%のエネルギー消費を削減するため、太陽光発電パネルを導入する。総投資額は約870億円とされている。またこの改修工事に伴い、在来線車両の入出場が一切無くなったため、浜松運輸区構内から伊場遺跡の中を通って工場内に延びていた引き込み線が寸断され、工場の東側に延びていた在来線の引き上げ線と踏切(警報機や遮断機は無く、係員が交通誘導を行っていた)がすべて撤去されている。

## 沿革
- 1912年：鉄道院浜松工場として創設（沼津・新橋工場の蒸気機関車修繕を継承）。
- 1919年：18900形 (C51形) 蒸気機関車を新製。
- 1920年：鉄道省浜松工場となる。
- 1925年：自動連結器取り付け工事施工。
- 1930年：昭和天皇臨幸。
- 1937年：D51形蒸気機関車の新製を開始。
- 1942年：鉄道省浜松工機部と改称（50代以上の遠州人がJR時代となっても工場のことを「伊場の工機部」と呼ぶのはここから来ている）。
- 1945年：工場の設備機械は数次の空爆、艦砲射撃により甚大な被害を受ける（現在でも、車体定置場の上の鉄骨を見上げると深くえぐられた弾痕が残っている）。
- 1946年：昭和天皇臨幸。労働組合結成大会を開催。
- 1949年：日本国有鉄道浜松工機部に改称。
- 1950年：日本国有鉄道浜松工場に改称。
- 1951年：蒸気機関車出来栄え審査第1位入賞。
- 1954年：ED18形電気機関車改造工事第1号機が落成。
- 1959年：十河信二・国鉄総裁が来場。シキ70形大物車新製落成。浜松西診療所が浜松鉄道病院浜松工場分室と名称が変わる。
- 1961年：新幹線用試作鋼体各種試験実施。安全帽（ヘルメット）着用開始。
- 1962年：新幹線車両検修工場に指定される。
- 1964年：蒸気機関車、タンク車検修終了。
- 1965年：新幹線電車の全般検査開始（新幹線0系電車・N1編成）。
- 1968年：新幹線電車の全般検査100編成達成。
- 1969年：ディーゼル機関車の検修終了。動力設備近代化（大煙突を撤去）。
- 1970年：電気機関車の検修終了。
- 1974年：蒸気機関車D51 86（浜松工場での新製第1号機）を敷地内に保存。
- 1975年：博多総合車両部（現在の西日本旅客鉄道博多総合車両所）の全検対応要員163名の実習実施。
- 1976年：新幹線電車の廃車解体作業を開始。蒸気機関車D51 86を浜松市元城公園に移転・展示（後に浜松市フラワーパークへ移設）。
- 1982年：仙台工場（現在の東日本旅客鉄道新幹線総合車両センター）の新幹線電車検修要員として38名が転出。
- 1985年：新幹線100系電車（X0編成：先行試作車）入場。 VVVFインバータ制御方式の現車試験実施。
- 1986年：こだま12両化編成出場。「新幹線夏祭り」開催。
- 1987年：国鉄分割民営化に伴い、JR東海浜松工場として新発足。電気機関車・ディーゼル機関車の検修を再開。第1回社員ソフトボール大会を実施。工場創立75周年記念式典を10月31日、11月1日の両日に開催し、スーパーひかりモデルを展示。
- 1988年：新幹線100系電車全般検査開始。新幹線0系電車の指定席車座席4列化（2列+2列化） 改造開始。リニアモックアップMLU00X1完成式典挙行。
- 1991年
  - 月日不明：「JR東海体操」指導会開催。
  - 7月12日：新幹線電車の全般検査15000両達成、自工場製造の新幹線100系電車[6]完成記念式典開催[7]。
- 1992年：ED18形電気機関車の動態修復が完成。
- 1993年：新幹線車体外板塗装がアクリルウレタン塗装となる。新幹線300系電車の全般検査開始。
- 1994年：東海道新幹線開業30周年記念工場公開実施。
- 1995年：「新幹線なるほど体験デー」開催。
- 1996年：「新幹線なるほど発見デー」開催。この年から、この名称で工場の一般公開イベントを毎年行っている。
- 1997年：0系新幹線電車の全般検査終了。
- 1998年：場内理髪所を営業してきた理容師が勇退。
- 1999年：新幹線100系電車の廃車解体開始。
- 2000年：新幹線700系電車の全般検査開始。
- 2001年：新幹線100系電車の全般検査終了。
- 2004年：都市計画に伴う建物支障移転が終了。本館を移転新築。
- 2006年：新幹線300系電車の新ATC改造工事が終了。
- 2007年：新幹線300系電車の廃車解体開始[8]。電気機関車・ディーゼル機関車検修終了。
- 2009年：電気機関車EF58 122を解体。第二電車職場の業務を協力会社に完全移管。
- 2010年
  - 6月9日：新幹線300系電車の全般検査終了[9]。
  - 7月29日：2019年3月完成予定で浜松工場のリニューアルを実施することを発表。
- 2011年：在来線車両の定期検査を終了[2]。
- 2012年: 場内施設の改築、新設に伴う基礎工事中に第二次世界大戦中のアメリカ軍による艦砲射撃で投下されたものとみられる不発弾が発見される。爆発の心配はなく、2013年2月17日に自衛隊によって処理されたが、これまで場内で発見された不発弾はこれで四つ目となる。
- 2017年
  - 1月5日：リニューアルされた新検修ラインでの全般検査開始。
  - 1月10日：新幹線700系電車の全般検査終了。
  - 2月9日：新検修ラインで最初の全般検査を受けたN700系が出場。
- 2021年
  - 9月27日：検査数通算4万両達成[10]。

## 一般公開イベント
東海道新幹線の利用促進策の一環として、毎年7月下旬から8月上旬の土・日曜日に一般公開イベント「新幹線なるほど発見デー」が開催されている（2018年は9月16日の一日のみ、2019年は10月5・6日と日程が繰り下がっている）。工場内の設備機械、新幹線電車の運転席やドクターイエロー、保存車両の公開、大型クレーンによる車体上げ作業実演などを行い、親子連れを中心に1 - 2万人の見学者を集めている。

## 新幹線の踏切

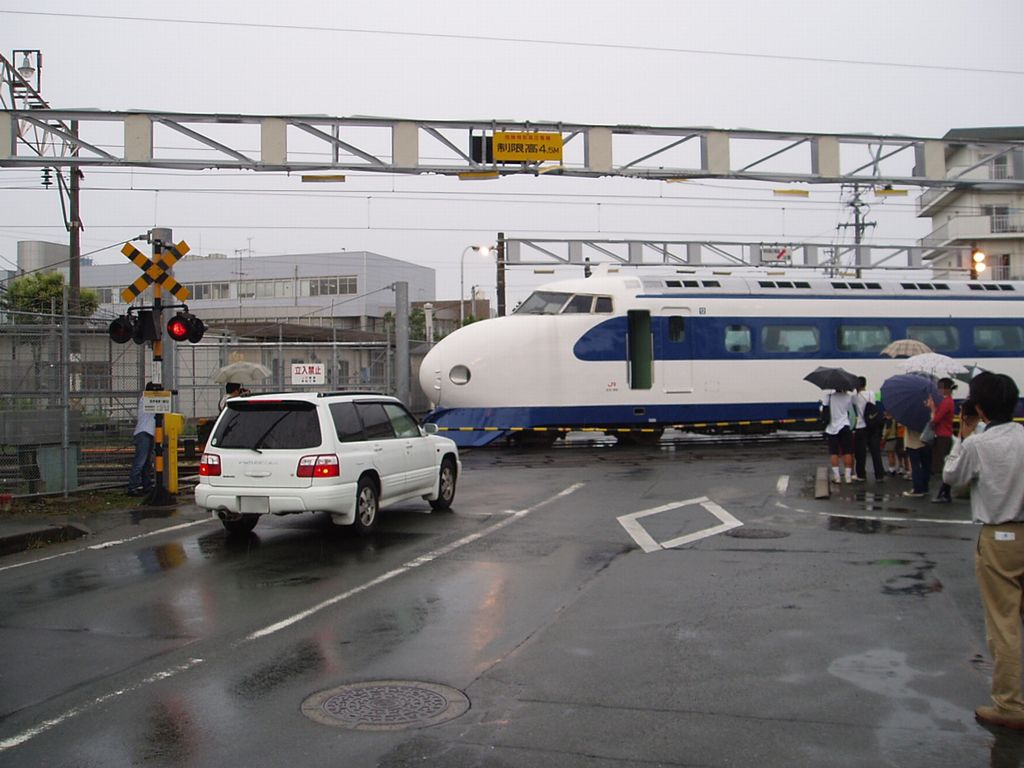
西伊場第1踏切。「新幹線なるほど発見デー」で展示されていた車両を引き上げ中

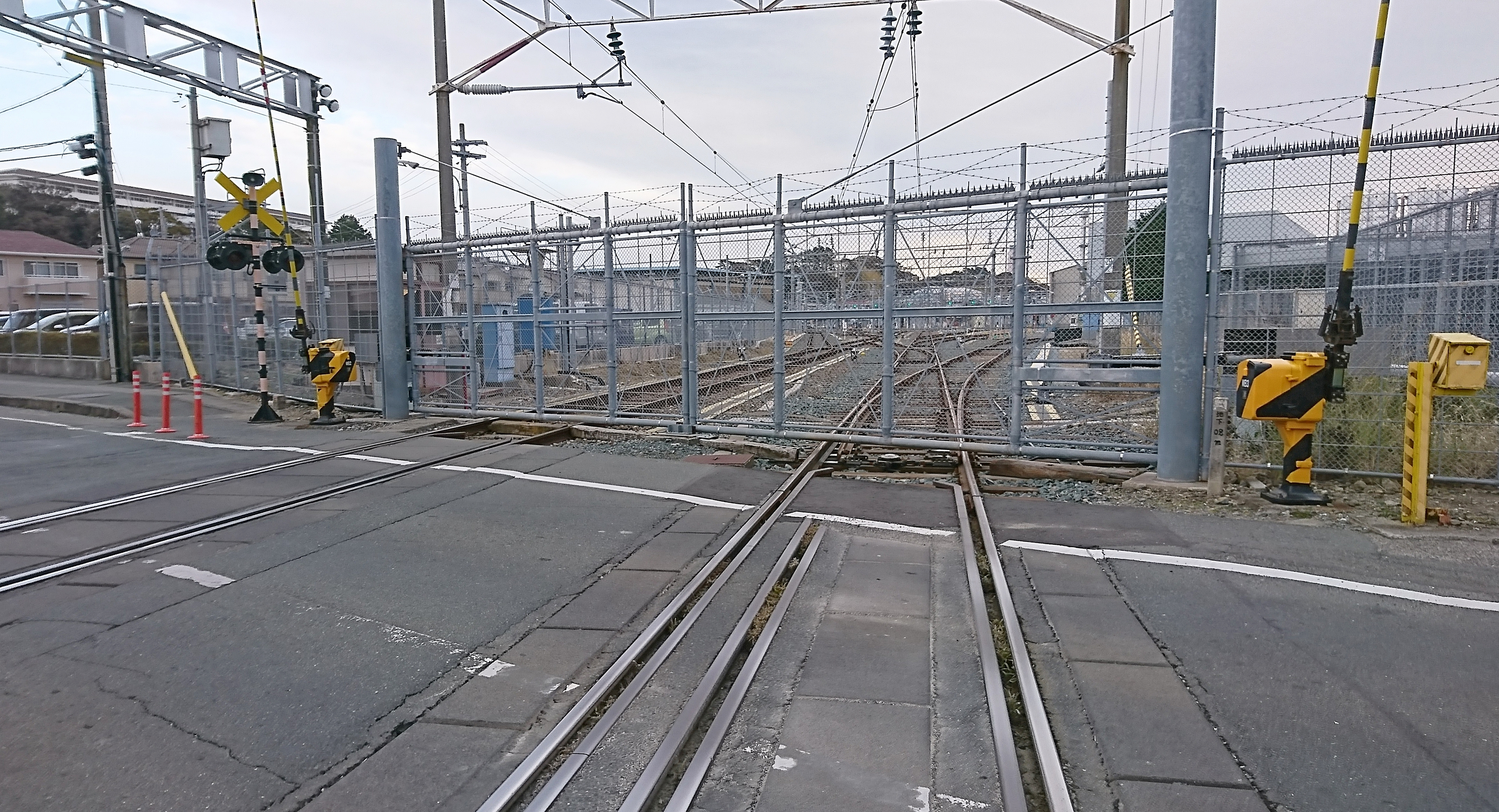
西伊場第1踏切の東側工場方

工場に入出庫するための引き込み線上には西伊場第1踏切があり東海道新幹線で唯一の踏切となっている。新幹線が踏切を通過する回数は年間約500回であるが決まった運行日はない。工場西側の入出庫線と公道が交差している箇所にある第1種甲踏切である。フル規格の新幹線電車が自力で通過する踏切はここだけであり、鉄道ファンや地元住民の間ではよく知られている。過去にJR東海から発売されていたビデオソフトでも、この踏切が紹介されている。
その踏切で2008年10月23日、試験走行を終えて入場中だったN700系Z0編成の後ろ2両が脱線し4時間も立ち往生する事故が発生した。調査の結果、転轍機のフログ部分の摩耗による劣化に起因する脱線と判明した。その後2017年8月8日にも出庫中のN700系G19編成の内9号車から11号車までの3両が脱線事故を起こしている。その後の調査で、半径200 mという構内にのみ存在する曲線区間で使用されていた枕木の犬釘が曲線通過時の横圧によって緩み、線路が外側に向かってが広がったために車輪が脱輪を起こしたものと判明した。過去には牽引車によって構内入れ替え作業中だった100系が踏切上で脱線する事故を起こしていた。

## 引込み線
- 新幹線の引込み線（路線名称：浜松駅上り2番線）は前述の踏切の西側から大きくS字カーブを描きながら高架に上り、浜松駅西方3.5 kmにある本線と平行して設けられた引上線に続いている。途中で浜松レールセンターの新幹線用引込み線と合流する。引上線は浜松駅側、豊橋駅側のどちらからでも入出場できる構造となっている。
- 引込み線から工場内への車両の運転は、営業路線運転士とは別資格となる構内運転士が運転することになっており、入庫に際しては本線上分岐器までは営業路線運転士が担当し、そこから先は構内運転士に引き継ぐため、運転台には二人の運転士が乗務する。
- 在来線車両はJR東海浜松運輸区の留置線から分岐した引込み線から、一度工場東側の引上線に入り、行き止まりとなっている浜松市立県居小学校手前でスイッチバックし、工場内に入庫する方法を取っていた。引込み線の途中に伊場遺跡が存在し、遺跡の敷地内を車両が通行するため、見学者のために踏切が設置されているが、浜松工場が新幹線車両の検査修理に特化したために在来線車両の入出場が一切無くなり、その為踏切から30 m程進んだ先で浜松工場側の線路が寸断され、遮断機の遮断棹も取り外され使用停止となっている[13]。在来線側引き込み線の引き揚げ線は複線で、機回し線の機能を持たせるために末端部分は単線となっていたが、工場の改修工事と在来線車両の入場が無くなったことに伴ってすべて撤去された。引き揚げ線の先の道路を挟んだ県居小学校の先には、浜松駅が高架化される前まで引込線として使用されていた引込み線の廃線跡が残り、「堀留ポッポ道」という遊歩道として整備されている（小学校脇の浜松市都市計画道路から先は管理が代わり「堀留緑道」となる）。小学校の横にはケ91号蒸気機関車が静態保存されているが、露天での展示のため部品の盗難などによる欠損や経年劣化による腐食も目立ち、保存状態は良くない。

## 保存車両
以下の車両が保存され、上記のイベントなどで展示されてきたが、在来線車両の取り扱いがなくなり新幹線に特化した場内改修が行われたことに伴い、移設や解体された。なお、電車は最終所属編成を明記する。

### かつての保存車両
0系 (22-86)
S88編成の東京方先頭車。2014年頃に解体
ED11形電気機関車 (ED11 2)
構内入換動車として使用されていた。佐久間レールパークで展示後、リニア・鉄道館に移動。
ED18形電気機関車 (ED18 2)
構内入換動車として使用されていた。佐久間レールパークで展示後、リニア・鉄道館に移動。
ED62形電気機関車 (ED62 14)
構内入換動車として使用されていた。佐久間レールパークで展示後、解体。
EF58形電気機関車 (EF58 157)
リニア・鉄道館に移動。
国鉄EF65形電気機関車 (EF65 65・EF65 110)
（EF65 65） 国鉄末期の1987年2月10日除籍。1988年より静態保存。2017年4月1日現在所在不明。
（EF65 110） 1998年3月31日除籍。1999年より静態保存。2017年4月1日現在所在不明。
この他に数両部品取り目的で留置されていたが、すでに解体されている。
0系 (21-86・36-84・37-2523・16-2034)
S88編成の新大阪方先頭車、NH54編成食堂車、YK8編成ビュフェ車、YK8編成グリーン車。
100系 (123-1・168-9001)
X2編成の新大阪方先頭車とX0→X1編成（量産先行車）の食堂車。リニア・鉄道館に移動。
300X（A0編成・955-6）
ラウンドウェッジ形の先頭車。リニア・鉄道館に移動。カスプ形 (955-1) は鉄道総合技術研究所・米原風洞実験センターに保存。
300系（J0→J1編成・322-9001）
東京方の先頭車。量産先行車で、量産車とは若干異なった外見を持っている。リニア・鉄道館に移動。
700系（C0→C1編成・723-9001）
量産先行車の新大阪方先頭車。リニア・鉄道館に移動。
165系電車（サロ165-106）リニア・鉄道館に移動。
111系電車（モハ110-1・モハ111-1）
中間のMM'ユニットである。2013年度まで所在。なお、先頭車（クハ111-1）は佐久間レールパークを経てリニア・鉄道館に保存。
クモヤ90形電車（クモヤ90005）
モハ63形時代の外観に復元のうえ、リニア・鉄道館に移動。
トキ900形貨車（トキ4837）
第二次世界大戦末期の1943年に石炭の輸送を目的に作られた戦時設計の3軸無蓋車である。1959年までに全廃され現存しないと思われていたが、下回りのみ当工場の構内作業用車として残っていたことが判り、資料などをもとに2000年に当工場で復元された。現在は美濃太田車両区に移動し留置されている。

## アクセス
- 浜松駅バスターミナル5のりばより、20志都呂宇布見線「宇布見　山崎行き」「イオン志都呂　舞阪駅行き」に乗車。「JR浜松工場」バス停下車